# 城郊大街

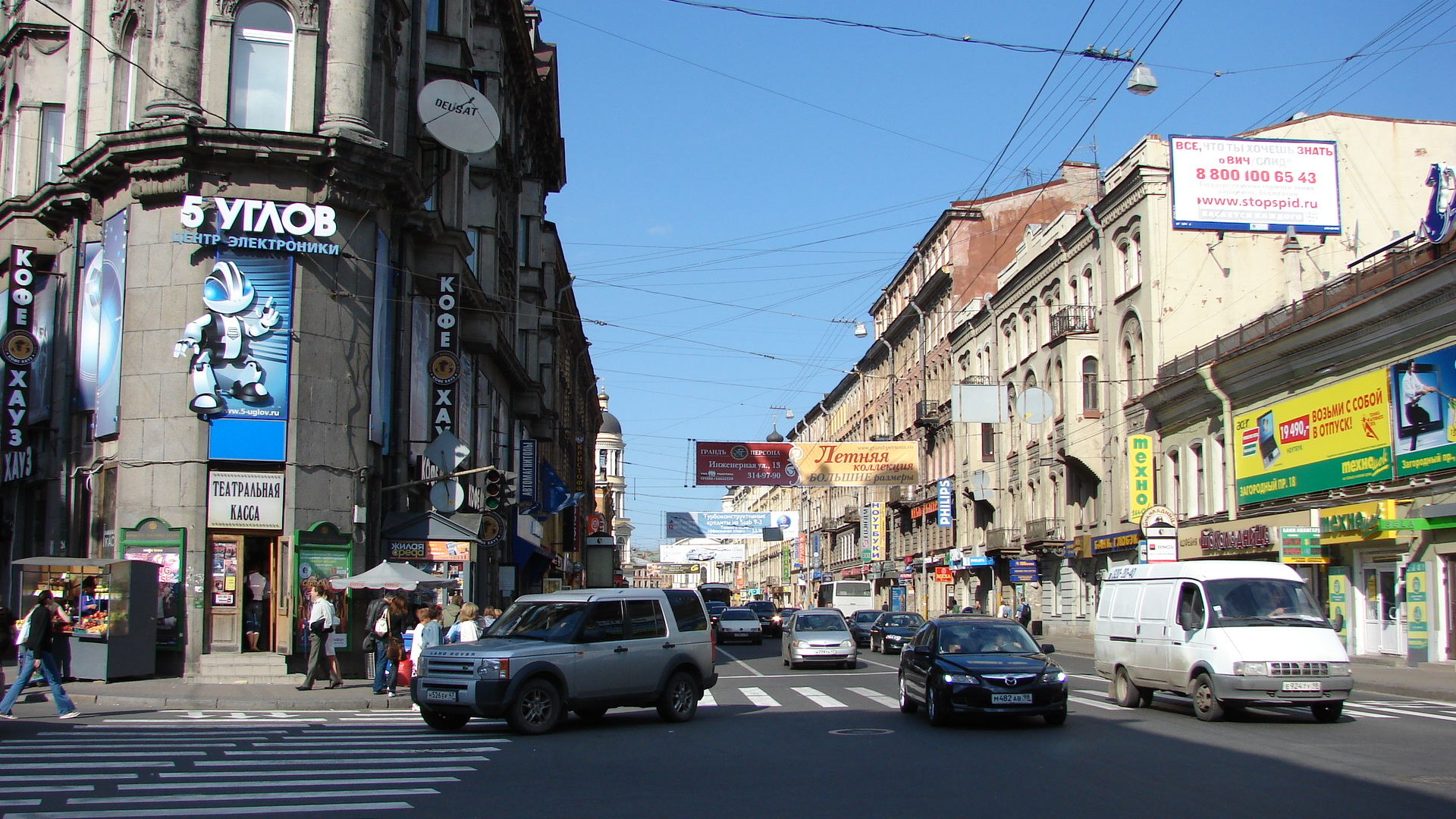
街景（五角場）

城郊大街（俄语：За́городный проспе́кт）是俄羅斯第二大城市聖彼得堡的一條街道，呈東北-西南走向。東始於弗拉基米爾廣場，西至莫斯科大街。
街名訂於1739年，標誌著當時城市的邊界。市內的主要鐵路站之一維捷布斯克站位於本街52號。